# The Maoriland Worker
Der The Maoriland Worker war eine in Neuseeland monatlich erscheinende Arbeiterzeitung. Das Blatt wurde das offizielle Organ der New Zealand Federation of Labour, einer neuseeländischen Gewerkschaft.

## Geschichte
Im Jahr 1910 bekam nach einem Tarifkonflikt die New Zealand Shearers’ Union (Schafscherergewerkschaft) in Christchurch die ablehnende Haltung und massive Verurteilung durch die Presse des Landes zu spüren. Mit dieser Erfahrung beschloss die Gewerkschaft noch im selben Jahr eine eigene Zeitung herauszugeben. Das Blatt, dass den Namen The Maoriland Worker erhielt, sollte nach eigener Angabe eine Zeitung sein, die sich der Förderung von Industriegewerkschaften, Sozialismus und fortschrittlicher Politik verschrieb. Die erste Ausgabe erschien am 15. September 1910 in einer Auflage von 10.000 Exemplaren und wurde bei der Lyttelton Times gedruckt. In dieser Ausgabe nahm man ausführlich zu dem vergangenen Arbeitskampf Stellung. Drei weitere Ausgaben des Blattes wurden bis zum Jahresende angekündigt und man publizierte die Hoffnung, dass sich das Blatt zu einer Arbeiterzeitung für ganz Neuseeland in der Zeit entwickeln würde.
Aus den ersten vier geplanten Ausgaben der Zeitung wurden sechs Ausgabe, die monatlich in Christchurch unter der Leitung von Ettie Annie Rout, einer der Gründerinnen der Zeitung, produziert und für zunächst 3 Pence verkauft wurden. In der sechsten Ausgabe wurde dann den Lesern mitgeteilt, dass sich die Shearers’ Union mit der New Zealand Federation of Labour zusammengeschlossen hat und die Zeitung The Maoriland Worker nun das offizielle Organ der New Zealand Federation of Labour sein würde. Die Ausgabe des Blattes im darauffolgenden Monat wurde dann auch schon in Wellington produziert, dem Sitz der neuen Besitzerin des Blattes. Herausgeber wurde Robert Samuel Ross, ein australischer Journalist und Sozialist.
Unter der Leitung von Ross wurde die Zeitung auf eine wöchentliche Erscheinungsweise umgestellt, was unter anderem zu einer größer werdenden Leserschaft im Laufe der Zeit führte. Während im Jahr 1912 das Blatt noch in einer Auflage von 8.500 Exemplaren herausgegeben wurde, wuchs die Auflage ein Jahr später bereits schon auf 10.000. Der Maoriland Worker wurde auf einem hohem professionellem Niveau produziert und bestach durch seine treffendsten politischen Karikaturen der damaligen Zeit. 1913 verließ Ross das Blatt und Henry Edmund Holland, in der neuseeländischen Öffentlichkeit eher als Harry Holland und als späterer Vorsitzender der New Zealand Labour Party bekannt, übernahm die Verantwortung für den Maoriland Worker. Als Holland 1918 ins New Zealand Parliament gewählt wurde, verließ er die Zeitung. Vor und während des Ersten Weltkriegs vertrat das Blatt radikale politische Ansichten und kämpfte mit Anklagen wegen Verleumdung, erlitt Zensur und polizeilichen Schikanen. Im Oktober 1921 veröffentlichte der Maoriland Worker zwei Gedichte des bekannten britischen Kriegsdichters Siegfried Sassoon und drei Zeilen von seinem Gedicht „Stand to: Good Friday Morning“ führten schließlich in Neuseeland dazu, dass John Glover als Herausgeber der Zeitung wegen blasphemischer Verleumdung angeklagt und 1922 vom obersten Gerichtshof des Landes zwar frei gesprochen wurde, er aber einen Zusatz in seinem Freispruch bekam, in Zukunft derartiges Material nicht mehr zu veröffentlichen.
Am 30. Januar 1924 erschien The Maoriland Worker unter seinem Label ein letztes Mal und wurde anschließend in New Zealand Worker umbenannt. Auch der Untertitel lautete nun nicht mehr „A journal of industrial unionism, socialism and politics“, sondern „A New Zealand paper for New Zealand people“. Obwohl die Gewerkschaften die Herausgabe der Zeitung weiterhin finanzierten, lag die Kontrolle nun bei der New Zealand Labour Party. Das neue Blatt war nun nicht mehr radikal, da die Partei für die breite Masse der Wähler wählbar sein wollte.